# Etnostato bianco
Con etnostato bianco si intende una teoria politica razzista, identitaria e razzialista nell'ambito dell'ideologia del nazionalismo bianco e del potere bianco. Essa si differenzia sia dalla democrazia etnica (dove sono garantiti i diritti a tutti ma vi è un'etnia dominante), sia dal particolarismo etnonazionalista (che prevede piccole patrie), che dall'Herrenvolk (dominio di un'etnia su altre, come nella segregazione razziale), in quanto l'etnocentrismo fa sì che vi sia una sola etnia presente e rappresentata. Di solito si tratta di progetti di stati mononazionali o plurinazionali che comprendano però solo bianchi. Solitamente è stato proposto da esponenti del Ku Klux Klan e dell'alt-right statunitensi, da movimenti del neonazismo e del neofascismo o indipendentisti afrikaner, e nella storia è stato applicato tramite deportazioni, pulizia etnica o genocidio in alcuni paesi come la Germania nazista e il Sudafrica dell'apartheid, dopo l'istituzione dei bantustan, benché tale processo non sia mai stato completato.